# 多尔梅勒
多尔梅勒（法語：Dormelles，法語發音：[dɔʁmɛl] ⓘ）是法国塞纳-马恩省的一个市镇，属于枫丹白露区。

## 地理
多尔梅勒（48°18'57"N, 2°54'3"E）面积13.02 平方千米，位于法国法蘭西島大區塞纳-马恩省，该省份为法国北部内陆省份，北起瓦兹省，西接埃松省、马恩河谷省、塞纳-圣但尼省和瓦兹河谷省，南至卢瓦雷省，东南接约讷省，东临马恩省和奥布省，东北接埃纳省。
与多尔梅勒接壤的市镇（或旧市镇、城区）包括：努瓦西-吕迪尼翁、维勒塞尔、维勒梅尔、圣雅克城、弗拉日、维勒马雷沙勒。

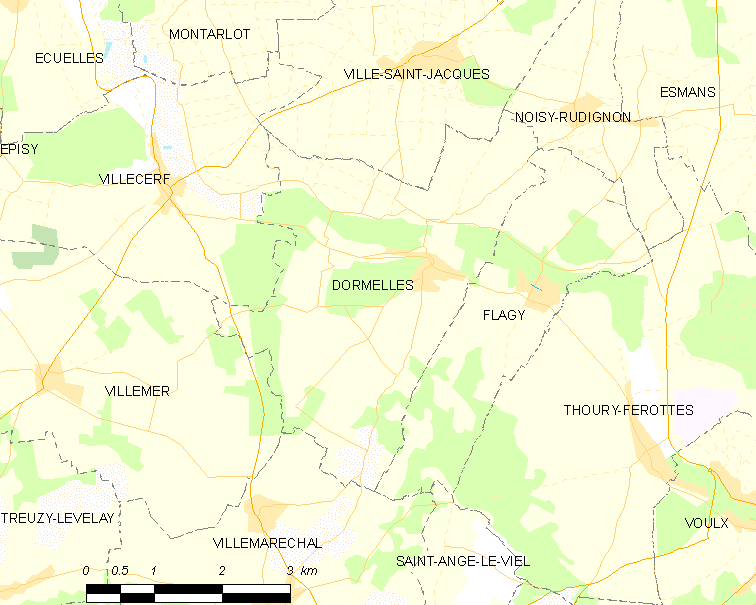
多尔梅勒的OSM定位图

多尔梅勒的时区为UTC+01:00、UTC+02:00（夏令时）。

## 行政
多尔梅勒的邮政编码为77130，INSEE市镇编码为77161。

## 政治
多尔梅勒所属的省级选区为讷穆尔县。

## 人口

1962-2008年间多尔梅勒人口变化图示

多尔梅勒于2022年1月1日时的人口数量为803人。